# Cheilopora praelucida
Cheilopora praelucida is een mosdiertjessoort uit de familie van de Cheiloporinidae. De wetenschappelijke naam van de soort is voor het eerst geldig gepubliceerd in 1888 door Hincks.